# Edoardo Rusconi
Edoardo Rusconi, detto Dodo (Varese, 2 aprile 1946), è un ex cestista e allenatore di pallacanestro italiano.

## Biografia
Cresciuto cestisticamente nel settore giovanile delle squadre della sua città natale, esordisce nella massima serie nel 1967, nella prima squadra varesina, allora targata Ignis. Gioca per otto stagioni consecutive, trasferendosi per un anno nella Fortitudo Bologna e il successivo all'Athletic Genova. Rientra nel 1977 nella squadra varesina nel ruolo di giocatore allenatore fino al 1980.

## Palmarès

### Giocatore
- Campionato italiano: 6

Pall. Varese: 1968-69, 1969-70, 1970-71, 1972-73, 1973-74, 1977-78
- Coppa dei Campioni: 4

Pall. Varese: 1969-70, 1971-72, 1972-73, 1974-75
- Coppa Intercontinentale: 2

Pall. Varese: 1970, 1973
- Coppa Italia: 4

Pall. Varese: 1968-69, 1969-70, 1970-71, 1973

### Allenatore
- Coppa delle Coppe: 1

Pall. Varese: 1979-80
- Promozioni in Serie A1: 2

Libertas Livorno: 1990-91
Pall. Varese: 1993-94
- Miglior allenatore della Serie A: 1

Pall. Varese: 1995